# Джефф Фаррелл
Джефф Фаррелл (англ. Jeff Farrell, 28 лютого 1937) — американський плавець.
Олімпійський чемпіон 1960 року.
Переможець Панамериканських ігор 1959 року.